# Giallo antico

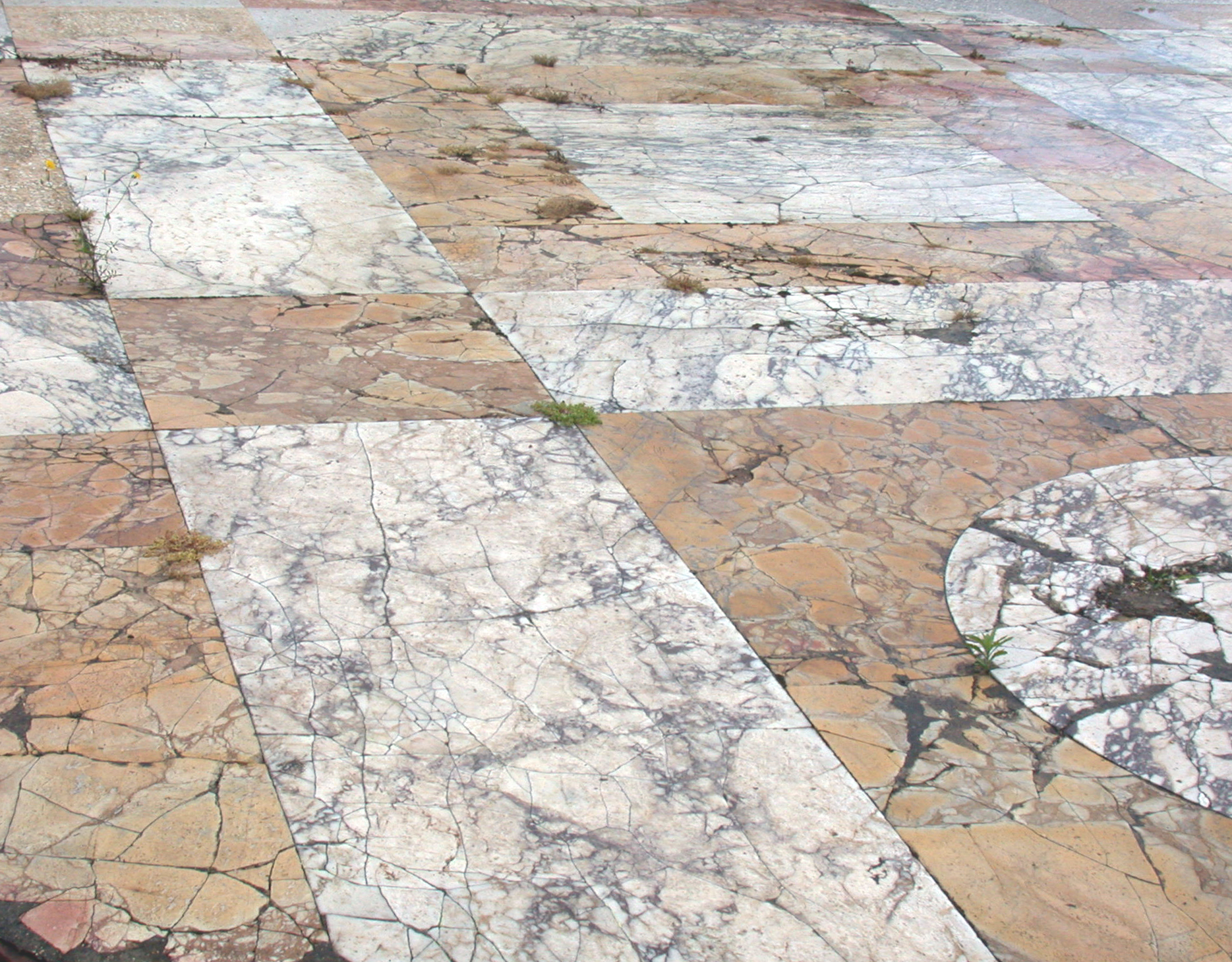
Gul antik marmor och pavonazzetto-marmor i Trajanus forum.

Giallo antico (gul antik) är en marmortyp som användes av antikens romare. Den bröts i Simitthu i dagens Algeriet. Giallo antico förekommer bland annat i Augustus hus och Trajanus forum.